# (72673) 2001 FW53
(72673) 2001 FW53 – planetoida z pasa głównego asteroid okrążająca Słońce w ciągu 5,36 lat w średniej odległości 3,06 j.a. Odkryta 18 marca 2001 roku.